# A Great Day for Freedom
Pistes de The Division Bell
Marooned Wearing the Inside Out
A Great Day for Freedom est une chanson du groupe de rock progressif britannique Pink Floyd. C'est le cinquième titre de l'album The Division Bell, sorti en 1994. 

## Genèse
Le mur dont il est question dans cette chanson n'est en aucune façon une référence au célèbre mur de The Wall. David Gilmour et Polly Samson, qui ont écrit ensemble les paroles de cette chanson, portent ici leur attention sur l'un des évènements majeurs de l'histoire: la chute du mur de Berlin en novembre 1989. 
«Je suis très heureux que les gens interprètent The Division Bell comme bon leur semble, mais il faudrait peut-être faire preuve de prudence parce que vous pouvez en lire trop. Cela n'a rien à voir avec Roger.»
- David Gilmour.
«Il y a eu un moment d'optimisme merveilleux quand le mur est tombé - la libération de l'Europe de l'Est du côté non démocratique du système socialiste, mais ce qu'ils ont maintenant ne semble pas être beaucoup mieux. Je pense que l'histoire évolue à un rythme beaucoup plus lent que ce que nous pensons, mais je pense que le vrai changement prend beaucoup de temps »
- David Gilmour.

## Réalisation
Le morceau commence par une base de synthétiseur qui fait le lien avec l'instrumental précédent, Marooned. David Gilmour, commence la chanson avec une voix douce et émouvante accompagné d'une belle partie de piano joué par Wright. L'orchestration de Michael Kamen fait alors sa première apparition sur l'album et restera pour les deux couplets suivant. Nick Mason accompagne au refrain suivant d'une solide rythmique soutenue par les percussions de Gary Wallis. À la fin du refrain, Gilmour s'embarque dans un solo qui fera la moitié de la chanson (environ 2 minutes).

## Enregistrement
Britannia Row, Islington Londres: janvier 1993
Astoria, Hampton: février-mai, septembre-décembre 1993
Metropolis Studios, Chiswick, Londres: septembre-décembre 1993

## A Great Day for Freedom 2022
La chanson Hey Hey Rise Up, chantée a capella par Andriy Khlyvnyuk et augmentée d'une instrumentation par David Gilmour et Pink Floyd, est publiée en format physique en juillet 2022. Cette chanson permettait de lever des fonds pour les réfugiés Ukrainiens. On inclut sur la face B, une nouvelle version de A Great Day for Freedom qui est tirée de l'audio des répétitions de la tournée Pulse, relevée des chœurs effectués par Sam Brown, Claudia Fontaine et Durga McBroom.

## Personnel
- David Gilmour - chant, guitare
- Richard Wright - piano
- Nick Mason - batterie, percussions
- Guy Pratt - basse
- Jon Carin - programmation
- Michael Kamen - direction de l'orchestre